# Hodžić
Hodžić je 160. najbolj pogost priimek v Sloveniji, ki ga je po podatkih SURS-a na dan 31. decembra 2007 uporabljalo 1045 oseb.

## Znani nosilci priimka
- Enis Hodžić Lederer, slovenski gimnastičar